# Elecciones municipales del Callao de 1963
Las elecciones municipales del Callao de 1963 se llevaron a cabo el 15 de diciembre de 1963 para elegir al alcalde y al Concejo Provincial del Callao para el periodo 1964-1966. La elección se celebró simultáneamente con elecciones municipales en todo el país. Por primera vez en la historia del Perú, las autoridades locales fueron elegidas por voto universal alfabeto y directo.

## Sistema electoral
La Municipalidad Provincial del Callao es el órgano administrativo y de gobierno de la provincia constitucional del Callao. Está compuesta por el alcalde y el Concejo Provincial.
La votación del alcalde y el concejo se realiza en base al sufragio universal alfabeto, que comprende a todos los ciudadanos nacionales mayores de veintiún años, empadronados y residentes en la provincia constitucional del Callao y en pleno goce de sus derechos políticos.
El Concejo Provincial del Callao está compuesto por 14 concejales elegidos por sufragio directo para un período de tres (3) años, en forma conjunta con la elección del alcalde (quien lo preside). La votación es por lista cerrada y bloqueada. Se asigna a cada lista los escaños según el método d'Hondt.

## Partidos y candidatos
A continuación se muestra una lista de los principales partidos y alianzas electorales que participaron en las elecciones:
| Candidatura | Candidatura | Partidos y alianzas | Candidatos | Candidatos                 | Ideología                                           | Ref. |
| ----------- | ----------- | --- | ---------- | -------------------------- | --------------------------------------------------- | ---- |
|             | AP–DC       | Lista - Alianza Acción Popular–Democracia Cristiana (AP–DC) – Acción Popular (AP) – Partido Demócrata Cristiano (DC)                          |            | Oswaldo Winstanley Heredia | Liberalismo Humanismo Democracia cristiana          |      |
|             | APRA–UNO    | Lista - Coalición Partido Aprista Peruano–Unión Nacional Odriísta (APRA–UNO) – Partido Aprista Peruano (APRA) – Unión Nacional Odriísta (UNO) |            | Enrique Madico Escudero    | Aprismo Conservadurismo social Populismo de derecha |      |
|             | IND         | Lista - Lista Independiente N° 5 Atilio Torciani                                                                                              |            | Atilio Torchiani Nicolini  | Localismo chalaco                                   |      |
|             | IND         | Lista - Lista Independiente N° 6 Movimiento Cívico Chalaco                                                                                    |            | Néstor Gambetta Bonatti    | Localismo chalaco                                   |      |
|             | IND         | Lista - Lista Independiente N° 7 Frente Regional Chalaco                                                                                      |            | Jorge Zevallos Ortiz Ríos  | Localismo chalaco                                   |      |

## Resultados

### Sumario general
|                        |                                                                      |              |              |              |            |            |
| Partidos y coaliciones | Partidos y coaliciones                                               | Voto popular | Voto popular | Voto popular | Concejales | Concejales |
| Partidos y coaliciones | Partidos y coaliciones                                               | Votos        | %            | +/−          | Total      | +/−        |
|                        | Alianza Acción Popular–Democracia Cristiana (AP–DC)                  | 28,906       | 40.44        | n/a          | 6          | n/a        |
|                        | Coalición Partido Aprista Peruano–Unión Nacional Odriísta (APRA–UNO) | 23,439       | 32.79        | n/a          | 4          | n/a        |
|                        | Lista Independiente N° 6 Movimiento Cívico Chalaco                   | 9,424        | 13.19        | n/a          | 2          | n/a        |
|                        | Lista Independiente N° 5 Atilio Torciani                             | 4,866        | 6.81         | n/a          | 1          | n/a        |
|                        | Lista Independiente N° 7 Frente Regional Chalaco                     | 4,840        | 6.77         | n/a          | 1          | n/a        |
|                        |                                                                      |              |              |              |            |            |
| Total                  | Total                                                                | 71,475       |              |              | 14         | n/a        |
|                        |                                                                      |              |              |              |            |            |
| Votos válidos          | Votos válidos                                                        | 71,475       | 90.64        | n/a          |            |            |
| Votos en blanco        | Votos en blanco                                                      | 3,126        | 3.96         | n/a          |            |            |
| Votos nulos            | Votos nulos                                                          | 4,259        | 5.40         | n/a          |            |            |
| Votos emitidos         | Votos emitidos                                                       | 78,860       | 91.89        | n/a          |            |            |
| Abstenciones           | Abstenciones                                                         | 6,956        | 8.11         | n/a          |            |            |
| Votantes registrados   | Votantes registrados                                                 | 85,816       |              |              |            |            |
|                        |                                                                      |              |              |              |            |            |
| Fuente:                |                                                                      |              |              |              |            |            |

### Concejo Provincial del Callao
| Cargo                          | Autoridad electa           | Partido político | Partido político         |
| ------------------------------ | -------------------------- | ---------------- | ------------------------ |
| Alcalde Provincial del Callao  | Oswaldo Winstanley Heredia |                  | Alianza AP-DC            |
| Concejal Provincial del Callao | Luis Giusti La Rosa        |                  | Alianza AP-DC            |
| Concejal Provincial del Callao | Eduardo Wiese Drago        |                  | Alianza AP-DC            |
| Concejal Provincial del Callao | Ricardo Delgado Ochoa      |                  | Alianza AP-DC            |
| Concejal Provincial del Callao | Ricardo Aguilar Checa      |                  | Alianza AP-DC            |
| Concejal Provincial del Callao | Fernando Linskil Pérez     |                  | Alianza AP-DC            |
| Concejal Provincial del Callao | Félix Moreno Roldán        |                  | Alianza AP-DC            |
| Concejal Provincial del Callao | Humilde Gonzales Flores    |                  | Coalición APRA-UNO       |
| Concejal Provincial del Callao | Rómulo Ransay Ochoa        |                  | Coalición APRA-UNO       |
| Concejal Provincial del Callao | Raúl Montalvo Saco         |                  | Coalición APRA-UNO       |
| Concejal Provincial del Callao | José Olivas Caldas         |                  | Coalición APRA-UNO       |
| Concejal Provincial del Callao | Roberto Vega Angobaldo     |                  | Lista Independiente N° 6 |
| Concejal Provincial del Callao | Óscar Lynch Iglesias       |                  | Lista Independiente N° 6 |
| Concejal Provincial del Callao | Óscar Hübner Spihlmann     |                  | Lista Independiente N° 5 |
| Concejal Provincial del Callao | Felipe Soto Muñante        |                  | Lista Independiente N° 7 |

## Elecciones municipales distritales

### Sumario general
| Partidos y coaliciones | Partidos y coaliciones                                               | Voto popular | Voto popular | Voto popular | Alcaldías | Alcaldías |
| Partidos y coaliciones | Partidos y coaliciones                                               | Votos        | %            | +/−          | Total     | +/−       |
| ---------------------- | -------------------------------------------------------------------- | ------------ | ------------ | ------------ | --------- | --------- |
|                        | Alianza Acción Popular–Democracia Cristiana (AP–DC)                  | 7,503        | 47.50        | n/a          | 2         | n/a       |
|                        | Coalición Partido Aprista Peruano–Unión Nacional Odriísta (APRA–UNO) | 4,757        | 30.12        | n/a          | 0         | n/a       |
|                        | Lista Independiente N° 6 Movimiento Cívico Chalaco                   | 1,394        | 8.83         | n/a          | 0         | n/a       |
|                        | Listas independientes distritales                                    | 2,142        | 13.56        | n/a          | 0         | n/a       |
|                        |                                                                      |              |              |              |           |           |
| Total                  | Total                                                                | 15,796       |              |              | 2         | n/a       |
|                        |                                                                      |              |              |              |           |           |
| Votos válidos          | Votos válidos                                                        | 15,796       | 90.16        | n/a          |           |           |
| Votos en blanco        | Votos en blanco                                                      | 956          | 5.46         | n/a          |           |           |
| Votos nulos            | Votos nulos                                                          | 767          | 4.38         | n/a          |           |           |
| Votos emitidos         | Votos emitidos                                                       | 17,519       | n/d          | n/a          |           |           |
| Abstenciones           | Abstenciones                                                         | n/d          | n/d          | n/a          |           |           |
| Votantes registrados   | Votantes registrados                                                 | n/d          |              |              |           |           |
|                        |                                                                      |              |              |              |           |           |
| Fuente:                |                                                                      |              |              |              |           |           |

### Resultados por distrito
La siguiente tabla enumera el control de los distritos de la provincia del Callao.
| Distrito   | Alcalde(sa) electo(a)    | Partido político | Partido político |
| ---------- | ------------------------ | ---------------- | ---------------- |
| Bellavista | Jorge Adriazola Ascue    |                  | Alianza AP-DC    |
| La Punta   | Fortunato Marotta Parodi |                  | Alianza AP-DC    |